# Syllitus minutus
Syllitus minutus är en skalbaggsart som beskrevs av Mckeown 1937. Syllitus minutus ingår i släktet Syllitus och familjen långhorningar. Inga underarter finns listade i Catalogue of Life.